# Regelend recht
Regelend recht is een type rechtsregels die zowel in het Nederlandse en Belgische burgerlijk recht als in het Nederlandse bestuursrecht voorkomen. In het burgerlijk recht is de term synoniem met aanvullend recht, in het Nederlands bestuursrecht wordt er een onderscheid gemaakt tussen regelend recht en aanvullend recht.

## Regelend recht in het burgerlijk recht
In het burgerlijk recht is het een rechtsregel die wijkt voor regelingen die de belanghebbenden zelf met elkaar hebben afgesproken. De term is dan synoniem met aanvullend recht. Zo stelt art. 3:83 van het Nederlandse BW in de eerste twee leden:
1. Eigendom, beperkte rechten en vorderingsrechten zijn overdraagbaar, tenzij de wet of de aard van het recht zich tegen een overdracht verzet.
2. De overdraagbaarheid van vorderingsrechten kan ook door een beding tussen schuldeiser en schuldenaar worden uitgesloten.

Dit is een voorbeeld van regelend recht met betrekking tot de overdracht van vorderingsrechten. Indien partijen zelf niets anders iets regelen dan is het vorderingsrecht overdraagbaar. Echter, partijen kunnen hiervan in onderling overleg afwijken.
In Nederland bestaat het burgerlijk recht voor een zeer groot gedeelte (maar niet volledig) uit regelend recht. De wetgever laat individuen over het algemeen vrij om eigen belangen naar goeddunken te regelen.

## Regelend recht in het bestuursrecht
In het Nederlands bestuursrecht is regelend recht in de Algemene wet bestuursrecht een rechtsregel die als de meest wenselijk geachte regels worden voorgeschreven, maar waarvan lagere wetgeving desondanks kan afwijken. Zo bepaalt art. 4:1 Awb dat een aanvraag schriftelijk moet worden ingediend, tenzij bij wettelijk voorschrift anders is bepaald. In het bestuursrecht is de term niet synoniem aan aanvullend recht. In het bestuursrecht is aanvullend recht de regels in de Algemene wet bestuursrecht die in werking treden als er in de lagere wetgeving op dat gebied niets is geregeld.